# Basapura, Challakere
Basapura là một làng thuộc tehsil Challakere, huyện Chitradurga, bang Karnataka, Ấn Độ.